# Mrygaśira
Mrygaśira (dewanagari मृगशिरा, trl. mṛgaśīrā) – nakszatra, rezydencja księżycowa. Symbolizuje narodziny buddhi, intelektu. Pierwsze dwie części (charana/pada) tej nakszatry znajdują się w znaku Wriszabha rasi (Dewanagari: वृषभ), czyli Byka, pozostała część należy do Mithuna rasi (Dewanagari: मिथुन), czyli Bliźniąt.